# ジャガー・XKエンジン
ジャガー・XKエンジンはジャガーの自動車用ガソリンエンジンのシリーズである。1940年代終わりからジャガーの各種車両に使用された。
20世紀中期までのイギリス製中級・高級車エンジンに類例の多いロングストロークタイプの直列6気筒エンジンであるが、1940年代後期としては極めて進んだチェーンドライブ式DOHC動弁機構を備えていることが最大の特徴で、古典的なサイドバルブ車もまだ多かった第二次世界大戦直後のイギリス自動車業界では卓越した高性能エンジンであった。ジャガーの一般量産車はもちろんのこと、レーシングモデルにも搭載されて成功する一方、1960年代に傘下に収めたデイムラー・ブランドのリムジンにまで搭載される汎用ぶりで、ジャガーの主力エンジンとして長期にわたって量産された。
開発が始まったのは第二次世界大戦の前であり、目的はレース用だった。1938年にウォルター・ハッサンがSSカーズに招聘され、ウィリアム・ヘインズの下でエンジン設計に取りかかった。世界大戦中もプロジェクトは続行され、終戦と同時に「X」というコードを与えられ、以降サルーン用として本格的に設計が進められ、ようやく概要が固まった頃にコードが「XK」になっていたためそれ以後この名前で呼ばれるようになった。排気量は約3,400cc6気筒と、約2,000cc4気筒の2種類である。
しかし搭載するボディは発売予定の1948年になってもまとまらず、結局1948年のロンドンショーに際し戦前型のボディに既成のエンジンを載せたジャガー・マークVだけでは注目を集められないのではないかと懸念したウィリアム・ライオンズは、急遽このXKエンジンを載せるスポーツカーを製作し限定生産モデルとして出品した。この6気筒搭載モデルがジャガー・XK120、4気筒搭載モデルがジャガー・XK100である。
この後このエンジンは1980年代のジャガー・XJ用に至るまで長い間生産された。